# Tháp Babel

Tháp Babel của Pieter Bruegel the Elder (1563)

Tháp Babel (tiếng Hebrew: מִגְדַּל בָּבֶל, Migdal Bavel, tiếng Ả Rập: برج بابل Burj Babil) là một huyền thoại Sách Sáng Thế 11:1–9, nhằm giải thích về sự bất đồng ngôn ngữ của các dân tộc trên thế giới.
Theo huyền thoại, các thế hệ loài người sau trận đại hồng thủy, nói cùng một thứ ngôn ngữ và di cư về phía Đông, đến vùng đất Shinar (שִׁנְעָר). Ở đó, họ cùng nhau dựng lên một thành phố và một tòa tháp đủ cao để chạm tới thiên đường. Chúa đã tạo ra rào cản trong tiếng nói của họ khiến họ không còn hiểu được lẫn nhau, và làm họ rải rác đi khắp thế giới.
Một số học giả hiện đại đã liên tưởng Tháp Babel với các kiểu kiến trúc nổi tiếng khác, đáng chú ý là Etemenanki, một ziggurat thờ phụng vị thần Lưỡng Hà Marduk ở Babylon. Cũng có một câu chuyện cổ của người Sumer với một số yếu tố tương tự là Enmerkar và Lãnh chúa Aratta.

## Lời kể trong Kinh Thánh

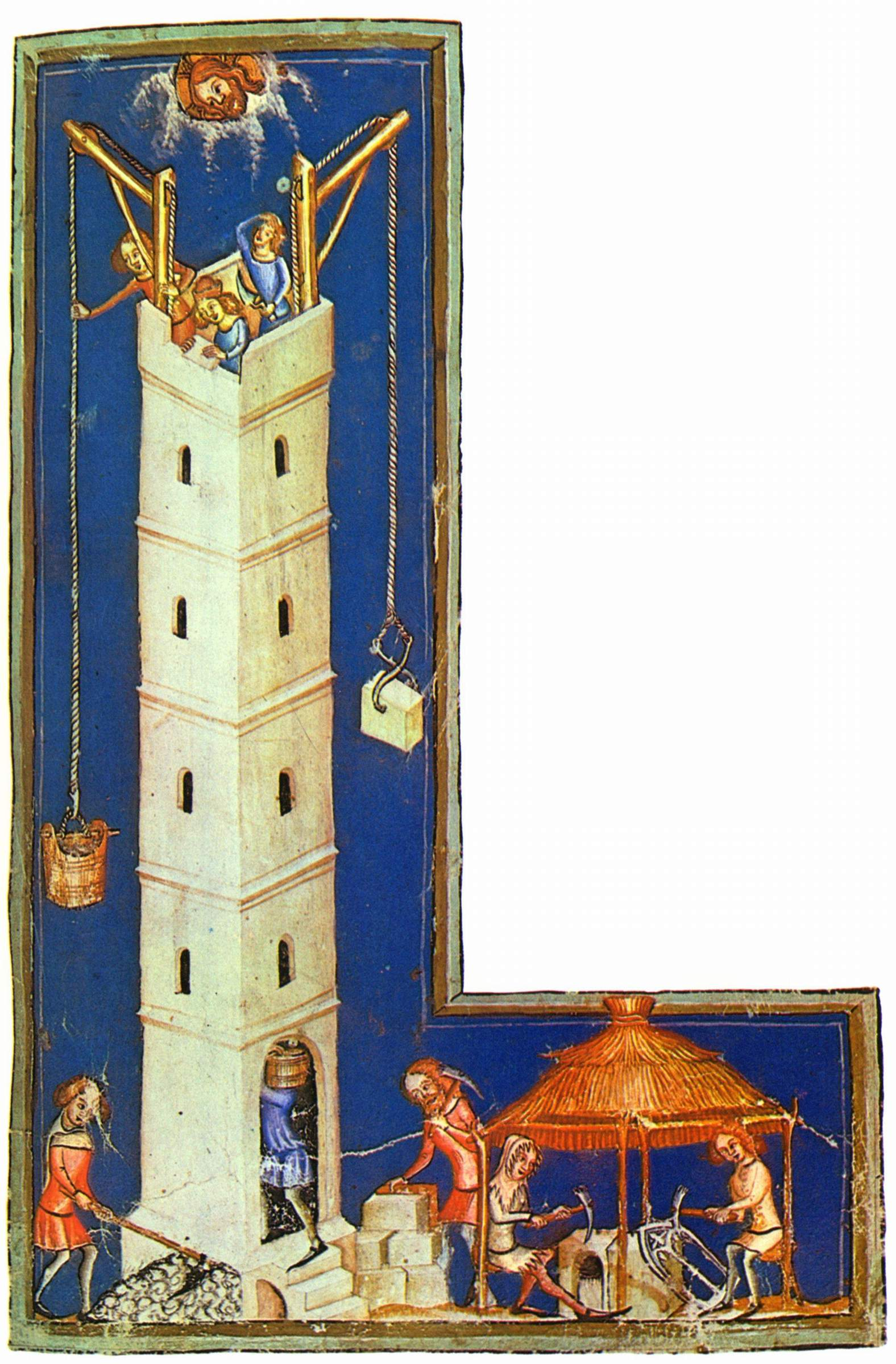
Minh họa việc xây dựng tòa tháp, Đức, thời Hậu kì trung cổ (k, 1370)

| “ | "Họ nói : "Nào ! Ta hãy xây cho mình một thành phố và một tháp có đỉnh cao chọc trời. Ta phải làm cho danh ta lẫy lừng, để khỏi bị phân tán trên khắp mặt đất." 5 ĐỨC CHÚA xuống xem thành và tháp con cái loài người đang xây. 6 ĐỨC CHÚA phán : "Đây, tất cả chúng nó họp thành một dân, nói một thứ tiếng. Chúng mới khởi công mà đã như thế thì từ nay, chẳng có gì chúng định làm mà không làm được. 7 Nào ! Ta xuống và làm cho tiếng nói của chúng phải xáo trộn, khiến chúng không ai hiểu ai nữa." 8 Thế là ĐỨC CHÚA phân tán họ từ chỗ đó ra khắp nơi trên mặt đất, và họ phải thôi không xây thành phố nữa. 9 Bởi vậy, người ta đặt tên cho thành ấy là Ba-ben, vì tại đó, ĐỨC CHÚA đã làm xáo trộn tiếng nói của mọi người trên mặt đất, và cũng từ chỗ đó, ĐỨC CHÚA đã phân tán họ ra khắp nơi trên mặt đất (Sáng thế 11, 4-9). | ” |

## Từ nguyên
Cụm từ "Tháp Babel" không xuất hiện trong Kinh thánh; trong đó nó chỉ được nhắc đến là "thành phố và tòa tháp" (אֶת-הָעִיר וְאֶת-הַמִּגְדָּל) hoặc chỉ là "thành phố" (הָעִיר). Nguồn gốc ban đầu của tên Babel (cũng là tên theo tiếng Do Thái của Babylon) chưa được xác định chắc chắn. Tên gốc tiếng Akkad của thành phố là Bāb-ilim, có nghĩa là "cánh cổng của Thần". Tuy nhiên, hình thức và cách giải thích đó hiện nay thường được cho là kết quả của từ nguyên dân gian Akkad được áp dụng cho một hình thức trước đó của tên, Babilla, không rõ nghĩa và có lẽ không có nguồn gốc Semit. Theo Kinh thánh, thành phố lấy tên "Babel" từ động từ tiếng Do Thái (bālal), có nghĩa là lộn xộn hoặc gây nhầm lẫn.

## Huyền thoại tương đồng

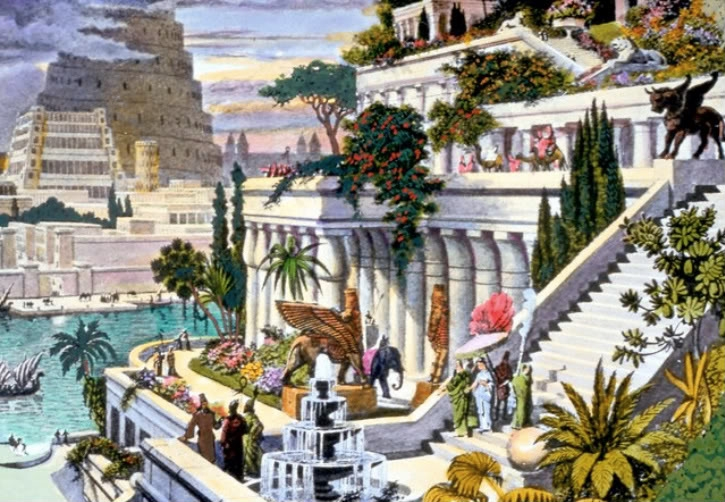
Vườn treo Babylon (minh họa thế kỷ 19), với Tháp Babel xuất hiện trong khung cảnh.

### Sumer và Assyria
Có một truyền thuyết của người Sumer tương tự như Tháp Babel, được gọi là Enmerkar và Lãnh chúa Aratta, trong đó Enmerkar của Uruk xây dựng một ziggurat khổng lồ ở Eridu và yêu cầu Aratta cống nạp các vật liệu quý để xây dựng. Có một chi tiết rằng Enmerkar đã niệm thần chú cầu nguyện thần Enki để khôi phục (hoặc theo bản dịch của Kramer, để phá vỡ) sự thống nhất về ngôn ngữ của các khu vực có người ở tên là Shubur, Hamazi, Sumer, Uri-ki (Akkad) và vùng đất Martu, " toàn bộ vũ trụ, những người được thần thánh bảo hộ, nguyện rằng họ có thể cùng cầu nguyện Enlil bằng một tiếng nói duy nhất."
Ngoài ra, một huyền thoại Assyria khác có từ thế kỷ thứ 8 trước Công nguyên thời Đế chế Neo-Assyrian (911-605 TCN) mang một số điểm tương đồng với câu chuyện Kinh thánh được viết sau này.

### Mexico
Các truyền thuyết khác nhau tương tự như tháp Babel được tìm thấy ở Trung Mỹ. Tu sĩ Dominican Diego Durán (1537-1588) đã nghe kể về một kim tự tháp từ một linh mục trăm tuổi ở Cholula, ngay sau cuộc chinh phạt của Mexico. Ông viết rằng ông đã được kể lại khi ánh sáng mặt trời xuất hiện lần đầu tiên trên đất liền, những người khổng lồ xuất hiện và lên đường tìm kiếm mặt trời. Không tìm thấy nó nên họ đã xây dựng một tòa tháp để vươn tới bầu trời. Một vị thần của thiên đàng đã tức giận triệu tập cư dân trên bầu trời để phá hủy tòa tháp và ném những người sống trong đó đi khắp nơi. Câu chuyện không liên quan đến trận lụt hay sự phân tán của các ngôn ngữ, mặc dù Frazer kết nối việc xây dựng nó và sự phân tán của những người khổng lồ với Tháp Babel.
Một câu chuyện khác, được đóng góp bởi nhà sử học bản địa Fernando de Alva Cortés Ixtlilxóchitl (k.1565-1616) nghiên cứu người Toltec cổ đại, nói rằng sau khi loài người sống sót và sinh sôi sau một trận đại hồng thủy, họ đã dựng lên một tòa tháp zacuali thật cao để bảo vệ mình khỏi một trận lụt khác. Tuy nhiên, tiếng nói của họ bị chia rẽ và họ đã giải tán những nơi khác nhau trên mặt đất.

### Arizona
Có một câu chuyện khác được cho là của người Tohono O'odham, cho rằng Montezuma đã thoát khỏi một trận lụt lớn, sau đó hắn trở nên độc ác và cố xây dựng một ngôi nhà vươn lên đến tận trời, nhưng Đại Linh thần đã phá hủy nó bằng sấm sét.

### Nepal
Dấu vết của một câu chuyện hơi tương tự cũng đã được ghi nhận từ người Tharu ở Nepal và miền bắc Ấn Độ.

### Botswana
Theo David Livingstone, những người ông gặp sống gần hồ Ngami vào năm 1849 cũng có truyển thuyết giống như vậy, nhưng thay bằng việc những người thợ xây "bị vỡ đầu khi giàn giáo sụp đổ".

### Các truyền thuyết khác
Trong cuốn sách năm 1918 Văn hóa dân gian trong Cựu Ước của mình, nhà nhân chủng học xã hội người Scotland James George Frazer đã ghi lại những điểm tương đồng giữa các câu chuyện trong Cựu Ước như Lũ lụt với những truyền thuyết bản địa trên khắp thế giới. Ông xác định lời kể của Livingston về truyền thuyết ở Botswana là một câu chuyện được tìm thấy trong thần thoại Lozi, trong đó những kẻ độc ác xây dựng một tòa tháp bằng cột buồm để truy đuổi Thần sáng tạo, Nyambe sau khi ông trốn lên Thiên đường bằng cách leo mạng nhện. Những kẻ này bị tiêu diệt khi cột buồm sụp đổ. Ông còn liên hệ đến những câu chuyện tương tự về Ashanti, trong đó một núi cháo được thay cho cột buồm. Frazer ghi chú rằng những truyền thuyết như vậy cũng được tìm thấy ở dân tộc Kongo, cũng như ở Tanzania, trong đó những con người xếp chồng cột gỗ hoặc cây lên nhau để leo lên mặt trăng. Người Karbi và Kuki ở Assam có một câu chuyện tương tự. Truyền thuyết của người Karen ở Myanmar, mà Frazer coi là thể hiện rõ ràng ảnh hưởng của 'Abraham', cũng liên quan đến việc tổ tiên của họ di cư đến đó sau khi một ngôi chùa lớn ở vùng đất Karenni bị bỏ hoang, 30 thế hệ kể từ Adam, tiếng nói bị xáo trộn bà người Karen đi khỏi Karenni. Ông lưu ý rằng có một phiên bản khác hiện ở Quần đảo Hải quân, kể rằng ngôn ngữ của nhân loại bị phân chia sau một nỗ lực thất bại trong việc xây dựng những ngôi nhà vươn đến chọc trời. 

## Etemenanki, ziggurat tại Babylon

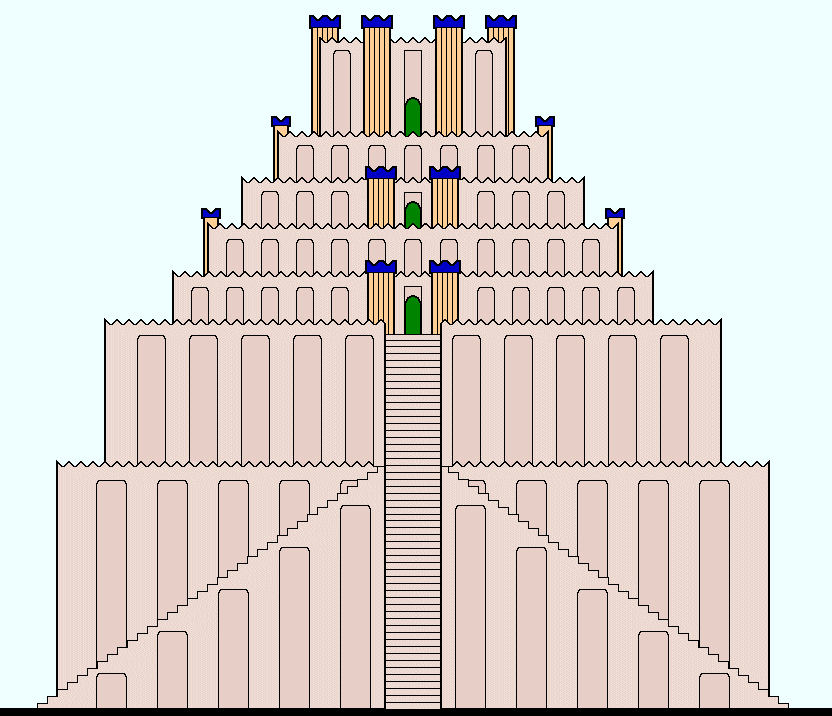
Mô hình phục dựng Etemenanki, cao 91 m

Etemenanki (tiếng Sumer: "đền thờ nền tảng của trời và đất") là tên của một ziggurat thờ Marduk ở thành phố Babylon. Nó được xây dựng lại bởi các vị vua Tân Babylon ở thế kỷ thứ 6 TCN, Nabopolassar và Nebuchadnezzar II. Theo các học giả hiện đại, chẳng hạn như Stephen L. Harris, câu chuyện trong Kinh thánh về Tháp Babel có khả năng lấy cảm hứng từ Etemenanki trong thời kỳ người Do Thái bị giam giữ ở Babylon.
Nebuchadnezzar đã viết rằng tòa tháp ban đầu đã được xây dựng từ thời cổ đại: "Một vị vua xưa đã xây dựng Đền thờ Bảy Ánh sáng của Đất, nhưng chưa hoàn thành phần ngọn. Qua thời gian, mọi người dần bỏ hoang nó, mà không có lời nào để lại. Kể từ đó, động đất và sấm sét đã đánh vỡ lớp đất sét khô; những viên gạch vỏ ngoài vỡ ra và phần đất bên trong bị trộn thành từng đống." Bảy ánh sáng để chỉ các hành tinh, Mặt trăng và Mặt trời được tin là quay xung quanh Trái đất.
Năm 2011, các học giả đã phát hiện ra hình ảnh lâu đời nhất được biết đến của Etemenanki trong Bộ sưu tập Schoyen. Bia đá Tháp Babel (tên được gọi) được chạm khắc trên một khối đá đen có niên đại 604 đến 562 trước Công nguyên, thời của Nebuchadnezzar II.
Nhà sử học Hy Lạp Herodotus (440 TCN) sau này đã viết về ziggurat trên, mà ông gọi là "Đền thờ thần Zeus Belus", đưa ra thông tin về kích thước rộng lớn của nó.
Đại Ziggurat của Babylon, vốn đã hư hại, cuối cùng đã bị Alexander Đại đế phá hủy nhằm xây dựng lại. Ông chuyển những viên gạch của tòa tháp đến một vị trí khác, nhưng sau cái chết của ông, việc xây dựng bị bỏ ngang.
Isaac Asimov suy đoán rằng các tác giả của Genesis 11:1-9 được truyền cảm hứng từ sự tồn tại của một ziggurat chưa hoàn chỉnh tại Babylon và bởi sự tương đồng về mặt ngữ âm giữa Babylonia Bab-ilu, có nghĩa là "cánh cổng của Thần" và từ balal trong tiếng Do Thái, có nghĩa là "hỗn hợp", "nhầm lẫn" hoặc "bối rối".

## Sự lẫn lộn của tiếng nói

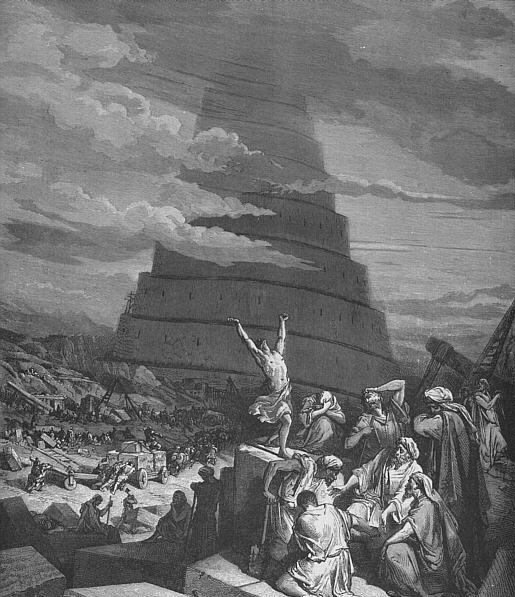
Sự lẫn lộn của tiếng nói của Gustave Doré, một bức khắc gỗ mô tả Tháp Babel

Sự lẫn lộn của tiếng nói (confusio linguarum) là huyền thoại giải thích cho sự phân mảnh ngôn ngữ của con người được mô tả trong Sách Sáng thế Genesis 11:1-9, là kết quả của việc xây dựng Tháp Babel.
Genesis 11.1 cho rằng trước sự kiện này, loài người nói một thứ tiếng duy nhất. Điều này mâu thuẫn với đoạn trước Genesis 10:5
Ở thời trung cổ, tiếng Do Thái Kinh thánh được coi là ngôn ngữ được Thiên Chúa sử dụng để nói chuyện với Adam trên thiên đường và sử dụng bởi Adam để đưa ra luật lệ (ngôn ngữ Adamic) bởi nhiều học giả Do Thái, Kitô giáo và Hồi giáo.
Dante Alighieri nói đến chủ đề này trong cuốn De Vulgari eloquentia (1302-1305). Ông cho rằng ngôn ngữ Adamic có nguồn gốc thần thánh và do đó không thể thay đổi. Ông cũng lưu ý rằng theo Sách Sáng thế, lời nói đầu tiên là của Eva nói với con rắn chứ không phải với Adam.
Tuy nhiên, trong Hài kịch thần thánh của mình (k. 1308-1320), Dante thay đổi quan điểm của mình sang một quan điểm khác coi ngôn ngữ Adamic là sản phẩm của Adam. Do đó nó không còn được coi là bất biến, và do đó tiếng Do Thái không thể được coi là đồng nhất với ngôn ngữ của Thiên đường. Dante kết luận (Paradiso XXVI) rằng tiếng Do Thái là một dẫn xuất của ngôn ngữ của Adam. Cụ thể, tên chính tiếng Do Thái của Thiên Chúa trong truyền thống kinh viện, El, phải được bắt nguồn từ một tên Adamic khác cho Thiên Chúa, mà Dante đặt là I.
Trước khi thuyết ngữ hệ Ấn-Âu được chấp nhận, các ngôn ngữ này được gọi là "Japhetite" bởi một số tác giả (ví dụ, Rasmus Rask năm 1815). Bắt đầu ở châu Âu thời Phục hưng, có một phong trào đòi hỏi một số thứ tiếng được cho là Japhetic cần phải được ưu tiên hơn tiếng Do Thái, do chúng vẫn là tiếng nguyên gốc chưa bị làm hỏng, vì những người nói chúng không tham gia xây dựng Tháp Babel. Các thứ tiếng được coi như ứng cử viên của ngôn ngữ hậu duệ của Adamic là: Gaelic (xem Auraicept na n-Éces); Tuscan (Giovanni Battista Gelli, 1542, Piero Francesco Giambullari, 1564); Hà Lan (Goropius Becanus, 1569, Abraham Mylius, 1612); Tiếng Thụy Điển (Olaus Rudbeck, 1675); Tiếng Đức (Georg Philipp Harsdorffer, 1641, Schottel, 1641). Bác sĩ người Thụy Điển Andreas Kempe đã viết một bài châm biếm vào năm 1688, trong đó ông đã chế giễu cuộc tranh đua giữa những người theo chủ nghĩa dân tộc châu Âu để khẳng định tiếng mẹ đẻ của họ chính là ngôn ngữ Adamic. Để nhại lại việc Olaus Rudbeck người Thụy Điển tuyên bố tiếng Thụy Điển là ngôn ngữ gốc của loài người, Kempe đã cho Adam nói tiếng Đan Mạch, Chúa nói tiếng Thụy Điển còn con rắn thì nói tiếng Pháp.
Tính chính thống của tiếng Do Thái vẫn được một số tác giả bảo vệ cho đến khi xuất hiện ngôn ngữ học hiện đại vào nửa sau của thế kỷ 18, ví dụ như Pierre Besnier (1648-1705) trong Triết luận về sự tái hợp của ngôn ngữ, hay, nghệ thuật biết tất cả bằng việc tinh thông một (1675) và Gottfried Hensel (1687-1767) trong Tóm tắt Triết học Phổ quát (1741).

## Dẫn nguồn
1. 1 2  Kramer, Samuel Noah (1968). "The 'Babel of Tongues': A Sumerian Version". Journal of the American Oriental Society. Quyển 88 số 1. tr. 108–111.
2. ↑  Day, John (2014). From Creation to Babel: Studies in Genesis 1-11. Bloomsbury Publishing. tr. 179–180. ISBN 978-0-567-37030-3.
3. ↑  Dietz Otto Edzard: Geschichte Mesopotamiens. Von den Sumerern bis zu Alexander dem Großen, Beck, München 2004, p. 121.
4. ↑  John L. Mckenzie (1995). The Dictionary of the Bible. Simon and Schuster. tr. 73. ISBN 978-0-684-81913-6.
5. ↑  "Enmerkar and the lord of Aratta: composite text." Electronic Text Corpus of Sumerian Literature. Line 145f.: an-ki ningin2-na ung3 sang sig10-ga den-lil2-ra eme 1-am3 he2-en-na-da-ab-dug4.
6. ↑  Petros Koutoupis, "Gateway to the Heavens: The Assyrian Account to the Tower of Babel". Ancient Origins. Truy cập ngày 11 tháng 9 năm 2017.
7. 1 2  Frazer, James George (1919). Folk-lore in the Old Testament: Studies in Comparative Religion, Legend and Law. London: Macmillan. tr. 362–387.
8. ↑  "Fernando de Alva Ixtlilxóchitl". letras-uruguay.espaciolatino.com. Truy cập ngày 24 tháng 10 năm 2018.
9. ↑  Bancroft, vol. 3, p. 76.
10. ↑  Farish, Thomas Edwin (1918). History of Arizona, Volume VII. Phoenix. tr. 309–310. Bản gốc lưu trữ ngày 13 tháng 1 năm 2015. Truy cập ngày 5 tháng 3 năm 2014.{{Chú thích sách}}:  Quản lý CS1: địa điểm thiếu nhà xuất bản (liên kết)
11. ↑  Beverley, H. (1872). Report on the Census of Bengal. Calcutta: Bengal Secretariat Press. tr. 160.
12. ↑  David Livingstone (1858). Missionary Travels and Researches in South Africa. Harper & Brothers. tr. 567.
13. ↑  Harris, Stephen L. (2002). Understanding the Bible. McGraw-Hill. tr. 50–51. ISBN 9780767429160.
14. ↑  Jeffrey, Grant R. (2013). Unveiling Mysteries of the Bible. Colorado Springs: WaterBrook Press. tr. 33–39. ISBN 9780307508607.
15. ↑  Lorenzi, Rossella (ngày 27 tháng 12 năm 2011). "Ancient Texts Part of Earliest Known Documents". Discovery Channel News. Bản gốc lưu trữ ngày 21 tháng 8 năm 2015.
16. ↑  "The Tower of Babel Stele". Schoyen Collection. Truy cập ngày 28 tháng 12 năm 2011.
17. ↑  Asimov, Isaac (1971). Asimov's Guide to the Bible, vol.1: The Old Testament. Avon Books. tr. 54–55. ISBN 9780380010325.
18. ↑  "Do Genesis 10 and 11 Conflict with Reference to the Languages in the Earth?". Bản gốc lưu trữ ngày 12 tháng 1 năm 2020. Truy cập ngày 12 tháng 1 năm 2020.
19. 1 2  Mazzocco, Angelo (1993). Linguistic Theories in Dante and the Humanists". tr. 159–181. ISBN 978-90-04-09702-5.
20. ↑  mulierem invenitur ante omnes fuisse locutam. Umberto Eco, The Search for the Perfect Language (1993), p. 50.
21. ↑  Olender, Maurice (1992). The Languages of Paradise: Race, Religion, and Philology in the Nineteenth Century. Trans. Arthur Goldhammer. Cambridge, Massachusetts and London: Harvard University Press. ISBN 0-674-51052-6.